# Scott Hamilton (musicus)
Scott Hamilton (Providence (Rhode Island), 12 september 1954) is een Amerikaanse jazzsaxofonist.
Tijdens zijn jeugd luisterde hij veel naar jazzmuziek omdat zijn vader een omvangrijke platencollectie had. Hij probeerde als kind een aantal instrumenten, waaronder slagwerk op vijfjarige leeftijd, en op zijn zesde Bluesharp. Toen hij acht was kreeg hij klarinetlessen, wat tevens zijn enige officiële muzikale scholing is geweest. Hij was toen al onder de indruk van Johnny Hodges maar Hamilton begon pas met tenorsaxofoon toen hij 16 jaar oud was.

Op 22-jarige leeftijd verhuisde hij naar New York en werd hij ontdekt door de legendarische jazztrompettist en legende Roy Eldridge. Deze zorgde ervoor dat Hamilton daar werkte met onder anderen Anita O'Day en Hank Jones. In New York werd hij al snel opgemerkt door Benny Goodman en door Carl Jefferson president van Concord Records.

Spoedig reisde Scott over de hele wereld met jazzsterren zoals Dave McKenna, Jake Hanna, Woody Herman, Ella Fitzgerald, Tony Bennett, Gerry Mulligan, Flip Phillips, Maxine Sullivan, Buddy Tate, Warren Vaché, Ruby Braff, Rosemary Clooney en Benny Goodman.

Hij toerde met groepen als de Concord Jazz All Stars, de Concord Super Band en George Wein’s Newport Jazz Festival All Stars. Tot midden jaren 90 woonde hij in New York, om zich daarna te vestigen in Londen. Later vestigde hij zich in Italië.

Sinds de jaren negentig reist hij de hele wereld af om als solist op te treden in clubs en op jazzfestivals. Sinds 1978 komt Hamilton voor optredens in Nederland, voor het eerst met de Concord All Stars, Benny Goodman en Rosemary Clooney op het North Sea Jazz Festival. Met de Concord All Stars maakte hij twee platen op North Sea. Begin jaren negentig ging Jerry Steyger exclusief zijn management in Nederland verzorgen en boekte hem hier met nationale groepen zoals Pim Jacobs & Rita Reys, Cees Slinger Trio, Trio Rob van Bavel, Bernard Berkhout, Eric Timmermans, Frits Landesbergen, Bert Boeren, Cor Bakker, Metropole Orkest, Millennium Jazz Orchestra, Mariniers Kapel, Dutch Swing College Band, Laura Fygi, Trio Johan Clement, Toots Thielemans en het Trio van Rein de Graaff. In 2010 maakte hij een cd met Rita Reys, genaamd Young at Heart en in november 2014 verscheen de cd Scott Hamilton Live at the Jazzroom met trio Rein de Graaff. Hamilton heeft meer dan 100 albums op zijn naam staan, hij heeft in vier continenten gemusiceerd en een groot eigen publiek gevonden.

## Selectie uit discografie
Als solist maakte Hamilton zo'n veertig albums, waarvan de meeste op Carl Jeffersons label Concord Records, waaronder de meeste van de onderstaande.
- Scott Hamilton Is A Good Wind Who Is Blowing Us No Ill  (1977)
- Scott Hamilton 2 (1978)
- Grand Appearance (1978) (Progressive Records)
- Tenorshoes (1979)
- The Right Time (1986)
- Scott Hamilton Plays Ballads (1989)
- At Last (1990) with pianist Gene Harris
- Scott Hamilton With Strings (1992) arrangement: pianist Alan Broadbent
- East of the Sun (1993) met zijn Britse trio
- After Hours (1997)
- Blues, Bop and Ballads (1999)
- Jazz Signatures (2001) met het John Bunch Trio
- Live in London (2003) met zijn kwartet
- Nocturnes and Serenades (2006)
- Scott Hamilton & Friends - Across The Tracks (2008)